# Monosteira inermis
Monosteira inermis là một loài côn trùng trong họ Tingidae. Loài này được Horvarth miêu tả khoa học đầu tiên năm 1899.
Đây là loài gây hại phát triển phổ biến ở Uzbekistan.